# Plínio Alves Monteiro Tourinho
Plínio Alves Monteiro Tourinho (Curitiba, 8 de fevereiro de 1882 – Curitiba, 29 de agosto de 1950) foi oficial do exército brasileiro da arma de engenharia (1898-1938). Foi professor catedrático e diretor da Escola de Engenharia da Universidade do Paraná (1912-1950). Foi um dos fundadores da Universidade do Paraná (atual UFPR), dando amplo e integral apoio à criação das Escolas de Engenharia (1912) e Agronomia (1915) da mesma instituição. Foi deputado federal nas legislaturas de 1933/1934 (constituinte) e 1935/1937. Foi o principal expoente na fundação do Instituto de Engenharia do Paraná, IEP (1926), e seu presidente nas gestões 1929/1930 e 1938/1939. Foi líder e mentor do movimento revolucionário de 1930 no Paraná abrindo as portas para a instalação da Segunda  República, parte da "Era Vargas", que impôs o fim da República Velha com a deposição do presidente Washington Luís.

## Biografia
Oriundo de família com forte tradição militar e vocação acadêmica, observou e perpetuou valores que na época eram pautados pela fé em Deus, amor à pátria, o convívio familiar, o respeito mútuo e o cuidado com a coisa pública. Filho de Francisco Antonio Monteiro Tourinho e de Maria Leocádia Alves, casou-se aos 26 anos, em Curitiba, com Esther Ferreira Pereira (professora normalista) no dia 2 de maio de 1908. Tiveram 11 filhos: Maria Leocádia, Esther, Lúcia, Plínio Francisco, Luiz Carlos, Ayrton, Lasthênia, Enoê, Neusa, Elém e Neida.

Seu pai (Francisco Antonio Monteiro Tourinho, 1835-1885), irmão (Mário Alves Monteiro Tourinho, 1871-1964) e dois filhos (Luiz Carlos Pereira Tourinho, 1913-1998 e Ayrton Pereira Tourinho, 1915-2005), todos engenheiros-militares, foram conceituados representantes do clã Tourinho no Sul do Brasil que atuaram de maneira decisiva nos rumos e na história do Paraná.

Órfão de pai aos três anos de idade, sobreviveu a infância atribulada pela miséria, ao lado da mãe e 3 irmãos (Mário, Themira e Mercedes, os demais seis irmãos faleceram ainda na infância). Na juventude, cursou o tradicional Ginásio Paranaense de Curitiba. A mãe, Maria Leocádia Alves, veio a falecer em 1898, deixando Plínio Alves Monteiro Tourinho, com apenas 15 anos, desprovido e desamparado. No ano seguinte, aos dezesseis anos, assentou praça no 6° Regimento de Artilharia, em Curitiba. Logo chegou ao posto de cabo. Em maio do mesmo ano (1899) seguiu para o Rio Grande do Sul e matriculou-se na Escola Preparatória e de Tática de Rio Pardo onde foi colega de Getúlio Vargas.

### Carreira Militar
Concluiu a Escola Preparatória de Rio Pardo e transferiu-se para a Escola Militar da Praia Vermelha, no Rio de Janeiro, em 1902. Em 1904, embora não tenha participado do movimento da Revolta da Vacina obrigatória, foi preso e desligado da Escola Militar que aderiu ao movimento sob a chefia do general Lauro Travassos. Em 1905, o governo federal concedeu anistia ampla a todos envolvidos no movimento da vacina obrigatória. Plínio Tourinho voltou para a Escola Militar no Rio de Janeiro. Completou o curso das 3 armas (Artilharia, Cavalaria e Infantaria). Recebeu a patente de alferes-aluno no dia 14 de março de 1906. Na sequência, foi classificado no 6° Regimento de Artilharia, o mesmo em que assentara praça em 1899. Em 1910, aos 28 anos, matriculou-se na Escola de Engenharia Militar do Realengo. Recebeu o diploma de Bacharel em Ciências Físicas e Matemáticas e os diplomas de Engenheiro Militar e Oficial do Estado Maior, em 1912, quando transferiu-se da arma de Artilharia para Engenharia.

Em 1913, ao deixar a Escola de Engenharia, foi classificado no 2º Batalhão de Engenharia, sediado em Paranaguá, no Colégio dos Jesuítas. Em 1914, sob o comando do general Frederico de Mesquita, participou do episódio da Luta do Contestado. Nomeado para proceder um Inquérito Policial Militar (IPM), Plínio Tourinho foi logo substituído por não concordar com as autoridades e superiores em acobertar abusos e atrocidades cometidas contra camponeses e caboclos que resultou na perda de 5 mil a 8 mil vidas.

Em novembro de 1918, por ocasião da 1ª Guerra Mundial, foi encarregado de proceder rigorosa inspeção nas fortificações do litoral paranaense e catarinense propondo medidas que julgava urgentes para o pleno funcionamento dessas guarnições militares em caso de envolvimento do Brasil na 1ª Grande Guerra.

Em junho de 1919, foi designado como auxiliar do Serviço de Engenharia, em São Paulo, com a missão de construir o quartel do 5º B.C. (Batalhão de Caçadores) na cidade de Rio Claro 

Na noite de 21 de abril de 1922, Plínio Tourinho, capitão e professor de Astronomia da Faculdade de Engenharia da Universidade do Paraná, rebelou o 5º Batalhão de Engenharia com a finalidade de depor o presidente Artur Bernardes. Como não houve adesão dos demais corpos da guarnição no território nacional, o movimento fracassou sem surtir efeito.

Em 1924, foi transferido para o quadro suplementar da arma, afim de chefiar a comissão fiscalizadora dos quarteis localizados na região do Paraná e Santa Catarina. Embora não tenha participado da Revolta Paulista, foi preso e recolhido ao Rio de Janeiro em 1924 acusado de simpatizar com o movimento de ‘5 de julho’ na revolução promovida pelo general Isidoro Dias Lopes em São Paulo.

Em 1926, passou a servir no Serviço de Engenharia da Região. Ao se aproximar o ano de 1930, Plínio Tourinho era major e seu prestígio era admirado e respeitado por todos no meio militar. Como homem público, tornou-se influente no meio civil pelos seus escrúpulos, talento pessoal, senso diplomático e notáveis contribuições em prol da sociedade. Por toda parte sua figura simpática e amiga passou e mereceu, justamente, grande respeito e grande acatamento de todos. Seus atributos e seu vínculo com Getúlio Vargas, na época da Escola Preparatória de Rio Pardo (1899), o fez o homem ideal para chefiar o comando das Forças Revolucionárias no estado do Paraná.

No dia 14 de julho de 1930, Plínio Tourinho recebeu, através do capitão Djalma Dutra, as primeiras credenciais verbais de Getúlio Vargas, para organizar, no Paraná, um movimento de apoio ao que ia se deflagrar no Rio Grande do Sul, Minas e Paraíba. Embora decepcionado com os fracassos sucessivos das revoluções pregressas, Plínio Tourinho empenhou-se nessa missão e conseguiu atrair o apoio de alguns oficiais da guarnição que mantinham posições estratégicas na Região Militar do Paraná e em todas as guarnições estacionadas em Curitiba que se achavam sob o comando de oficiais absolutamente legalistas. As confabulações revolucionárias se faziam em pleno Quartel-General, na sala do Serviço de Engenharia, sob o comando e orientação do major Plínio Tourinho. O movimento revolucionário foi consumado na noite do dia 3 de outubro, contra o Presidente Washington Luís.  A revolução de 1930 no Paraná, por se tratar de um território tampão entre os estados de São Paulo e Rio Grande do Sul, foi de fundamental importância para abrir as portas da 2ª República ou República de Getúlio Vargas. O major Plínio Tourinho foi comissionado pelo Supremo Comando Revolucionário ao posto de General-de-Brigada e comandante da 5ª Região Militar (Paraná e Santa Catarina). Seu irmão, General Mário Tourinho, oficial da reserva, assumiu a Presidência do estado do Paraná como interventor.

Plínio Tourinho voltou ao posto de major, por solicitação própria, assim que o movimento revolucionário se consumou. Ainda nesse ano tornou-se, em abril, tenente-coronel e, em junho, chefe do Serviço de Engenharia Regional do Paraná.

Em 1932, eclode a Revolução Constitucionalista em São Paulo, a primeira grande revolta contra o governo de Getúlio Vargas. Plínio Tourinho foi preso e embarcado para o Rio de Janeiro como medida cautelar a pedido do Ministro de Guerra, Augusto do Espírito Santo Cardoso, que temia um possível apoio das forças paranaenses ao estado vizinho. Plínio Tourinho regressou ao Paraná nos primeiros dias de outubro, logo após a rendição de São Paulo.

Em 1938 foi nomeado chefe do Serviço de Engenharia da 5ª R.M. (Região Militar), último cargo que exerceu na vida militar antes de ser transferido para o quadro de oficiais da reserva em 1940.

Como engenheiro-militar, destacou-se na construção, supervisão e fiscalização de projetos envolvendo guarnições militares entre elas: 5º Batalhão de Caçadores de Rio Claro (São Paulo); 13º Regimento de Infantaria em Ponta-Grossa (Paraná); o picadeiro do 9º Regimento de Artilharia Montada em Curitiba (Paraná); o edifício principal do 15º Batalhão de Caçadores em Curitiba (Paraná); o quartel de cavalaria em Castro (Paraná); os quartéis do 14º Batalhão de Caçadores, em Florianópolis (Santa Cantarina) e o 5º Grupo de Artilharia, na Lapa (Paraná).

### Carreira Política
Consumado os momentos de turbulência política decorrentes da Revolução de 1930, os revolucionários, ditos autênticos, cada dia mais insatisfeitos, se desentendiam e viam os sonhos de 1930 se desfazerem com medidas autoritárias tomadas por Getúlio Vargas. Em 1932, Plínio Tourinho estaria contra Getúlio pelo fato do líder revolucionário ter traído os principais anseios da revolução.

Em 1933, Plínio Tourinho foi eleito deputado federal, pela oposição, para participar dos trabalhos de criação da segunda Assembleia Constituinte do Brasil. Plínio Tourinho foi o primeiro representante federal do Paraná republicano, pela oposição, eleito pelo voto secreto, não se sujeitando à imposição da Liga Eleitoral Católica, que exigia dos candidatos paranaenses compromisso, por escrito, de votar contra a instituição do divórcio e a favor do ensino religioso nas escolas. Neste período, mudou-se com a família para a capital federal, no Rio de Janeiro, deixando, interinamente, a vida militar e acadêmica. Após a Constituinte, com a promulgação da nova Carta (16 de julho de 1934) foi eleito, novamente, deputado federal pela oposição (Partido Social Nacionalista) para a legislatura de 1935 a 1937.

Em 1937, Plínio Tourinho abandonou a política decepcionado com o golpe branco. Não concordou com Getúlio Vargas quando fechou a Câmara e o Senado, acabou com os partidos políticos, cassou o direito de voto dos brasileiros, criou tribunais de exceção para crimes políticos, impôs rigorosa censura nos meios de comunicação e, acima de tudo, outorgou ao povo brasileiro uma Constituição nos moldes fascista (a constituição "polaca“).

### Carreira Acadêmica
Plínio Tourinho sempre se destacou pela sua habilidade inata de ensinar. Chefe de numerosa família, não podia viver com os parcos vencimentos de oficial do exército. Por isso, lecionou desde muito cedo para complementar a renda familiar (matemática, física e química). Na Universidade do Paraná dedicou-se, em especial, a Faculdade de Engenharia vindo a se tornar diretor (1924-1928, 1930-1932, 1946-1948 e 1948-1950) e professor catedrático de Astronomia, Geodésia e Trigonometria Retilínea e Esférica do curso de Engenharia Civil. Foi, também, professor das disciplinas de Estradas de Ferro, Estradas de Rodagem, Topografia, Materiais de Construção, Economia Política, Estatística, Direito Administrativo, Direito Constitucional, Hidráulica, Geometria Algébrica, Cálculo Infinitesimal e Arquitetura Civil lecionando sólidos conhecimentos por um período de 37 anos. Como membro da Comissão de Ensino, dedicou-se a melhoria das condições do ensino técnico com implantação de novos laboratórios e aquisição de equipamentos de última geração, beneficiando os corpos docente e discente lançando as bases para a fundação do Instituto Astronômico e Meteorológico de inestimável utilidade para o ensino e a climatologia do estado do Paraná (foi seu diretor em 1929/1930). Dedicou-se, também, junto a Comissão de Ensino, a aprovação da medida que tornou gratuita a admissão de operários e filhos de operários que ingressassem na Universidade do Paraná (a universidade antes de ser federalizada era paga).  Em 18 de junho de 1948, foi escolhido, pelo voto unânime da Congregação da Escola de Engenharia, candidato da mesma, ao cargo de Reitor para a eleição seguinte, cargo esse que acabou não se candidatando.

Sua contribuição acadêmica mais relevante deu-se através das publicações, póstuma, dos Volumes I e II (total de 990 páginas) do “Tratado de Astronomia” presente no acervo das bibliotecas mais prestigiadas do Brasil e do mundo.
Plínio Alves Monteiro Tourinho faleceu no dia 29 de agosto de 1950 deixando a marca de um líder ousado e competente. Foi extremamente simples, natural e espontâneo. Foi um sujeito autêntico e possuidor de ampla cultura.

## Homenagens
Em 1931 foi nomeado, pelas forças tenentistas que assinaram o pacto de Poços de Caldas (MG), delegado militar revolucionário junto à 5ª Região Militar (5ª R.M.) sediada na cidade de Curitiba.
Através do decreto municipal número 103, de 5 de fevereiro de 1953 (Lei Municipal nº 472), a praça defronte ao Estádio Durival de Brito e Silva, em Curitiba, foi denominada Praça General Plínio Tourinho.
Plínio Tourinho foi inscrito no Livro do Mérito Nº 1 do Sistema CONFEA/CREA, Resolução Nº 118, de 11 de novembro de 1959, do Conselho Federal de Engenharia e Arquitetura como engenheiro de notável mérito já falecido.
Seu busto, em bronze, encontra-se colocado, na Praça Santos Andrade, em frente ao prédio histórico da Universidade Federal do Paraná e no saguão da entrada principal da Escola de Engenharia do Paraná.
Na cidade de Rio Negro (PR), Plínio Tourinho foi homenageado com o nome da avenida que corta o centro da cidade.
No município de Colombo (PR), foi homenageado com o nome da Escola Estadual Professor Plínio Alves Monteiro Tourinho. Grupo escolar criado através do Decreto nº 706 art. 1º (Diário Oficial de 30 de agosto de 1971), localizada na Rua Floripa Mullmann número 276, CEP 83408-300.
Plínio Tourinho é presidente honorário perpétuo do Instituto de Engenharia do Paraná (IEP).
A Comissão Regional de Obras do Exército Brasileiro (CRO-5), na cidade de Curitiba, foi nomeada, em 2016, “Comissão General Plínio Tourinho” em homenagem ao ilustre engenheiro-militar.
O Centro POP de proteção social a famílias e indivíduos em situação de risco e vulnerabilidade social, no município de Curitiba, pertencente a Fundação de Ação Social (FAS), também foi batizado com o nome do Engenheiro Plínio Tourinho.

## Publicações
TOURINHO, Plínio A.M. Tratado de Astronomia – Volume I. Gráfica Mundial Limitada, Curitiba, 1950.
TOURINHO, Plínio A.M. Tratado de Astronomia – Volume II. Gráfica Mundial Limitada, Curitiba, 1950.

## Ligações Externas
Dicionário Bibliográfico – Plínio Alves Monteiro Tourinho. 
Disponível em FGV CPDOC:
http://www.fgv.br/cpdoc/acervo/dicionarios/verbete-biografico/plinio-alves-monteiro-tourinho
Sobre o IEP.  Instituto de Engenharia do Paraná (IEP). Disponível em:
http://iep.org.br/iep/mural-de-ex-presidentes/3-plinio-alves-m-tourinho/
Histórico da Comissão Regional de Obras/5 – Comissão Plínio Tourinho.
Disponível em: http://www.cro5.eb.mil.br/index.php/historico
Annaes da Assembleia Nacional Constituinte – 1934.
Disponível em:
http://www.senado.leg.br/publicacoes/anais/pdf/Anais_Republica/1934/1934%20Livro%2015.pdf
Elogio da Engenharia
nos 80 anos do Instituto de Engenharia do Paraná.
Disponível em:
http://www.frenteampla.com.br/rafaelgreca/blog1/wp-content/discursos/iep_80anos.pdf
Escola Municipal Plínio Tourinho.
Disponível em: https://escolapliniotourinho.wordpress.com/historico/